# Torre Sohl
Torre Sohl, también conocido como la Constitución 999, es un rascacielos que está ubicado a un lado de la Plaza de los Compositores en el Centro de Monterrey, Nuevo León, Forma parte del proyecto de la regeneración del centro de la ciudad de Monterrey. El proyecto fue financiado con fondos privados, principalmente de inversionistas regionales.
El proyecto Sohl fue diseñado por el despacho de arquitectos Sordo Madaleno Arquitectos. estará ubicado en los predios que ocupaban la muebleria holimaga y las capillas del carmen.
Es un desarrollo de usos mixtos que contara con departamentos, oficinas, hotel y un área comercial; Son en total 6 edificios de diferentes tamaños incluyendo la torre emblemática SOHL que contará con 262 metros de altura y buscarán que tenga la certificación LEED. Se planea que la construcción este finalizada para 2025.
El día 15 de mayo de 2019 se realizó la colocación de la primera piedra, dando oficialmente  inicio a la construcción del rascacielos.

## Detalles importantes
Tendrá 24 niveles de departamentos, tendrá departamentos desde 60 m² a 260 m² , 27 niveles de oficinas y dos niveles de amenidades como salones de usos múltiples, alberca, gimnasio, salón lounge, salón de juegos, ludoteca, área de asadores. Tendrá un skydeck, único en latinoamericana, con sala de proyecciones mirador, sky bar y restaurant y estará finalizado en el 2022

## Datos clave
- Altura: 268
- área del terreno: 14,869 m²[4]
- área de construcción: 180,000 m²[1]
- Número de plantas: 62 pisos[4]
- área residencial: 25,000 m²[1]
- área  de oficinas: 28,000 m²[1]
- área comercial: 25,000m2[1]